# Аллейное
Алле́йное (до 1948 года Тобе́нь, Аранада́; укр. Алейне, крымскотат. Töben, Тёбен) — исчезнувшее село в Нижнегорском районе Республики Крым, располагавшееся на севере центральной части района, в степном Крыму, примерно в 1 км к югу от современного села Чкалово.

## История
Впервые в доступных источниках поселение встречается в Статистическом справочнике Таврической губернии. Ч.II-я. Статистический очерк, выпуск пятый Перекопский уезд, 1915 год, согласно которому в Ак-Шеихской волости Перекопского уезда значатся 2 деревни — части одной с разным населением. Просто Тобен — 4 двора (все дворы с землёй) с русским населением в количестве 20 человек приписных жителей, из которых 11 мужчин и 9 женщин. Жители владели 80 десятинами удобной земли. В хозяйствах имелось 15 лошадей, 4 коровы и 10 голов мелкого скота. Тобен (вакуф) — 10 дворов (8 дворов с землёй, 2 — безземельные) с татарским населением в количестве 50 человек приписных жителей, из которых 26 мужчин и 24 женщины. Жители владели 352 десятинами удобной земли. В хозяйствах имелось 30 лошадей и 8 коров.
После установления в Крыму Советской власти, по постановлению Крымревкома от 8 января 1921 года № 206 «Об изменении административных границ» была упразднена волостная система, Перекопский уезд переименовали в Джанкойский, в составе которого был создан Джанкойский район. В 1922 году уезды преобразовали в округа. 11 октября 1923 года, согласно постановлению ВЦИК, в административное деление Крымской АССР были внесены изменения, в результате которых округа были отменены и Джанкойский район стал основной административной единицей и село включили в его состав. Согласно Списку населённых пунктов Крымской АССР по Всесоюзной переписи 17 декабря 1926 года, в селе Тюбень (русский), Шибаньского сельсовета Джанкойского района, числилось 6 дворов, все крестьянские, население составляло 24 человека, из них 23 русских и 1 украинец. Постановлением Президиума КрымЦИКа «Об образовании новой административной территориальной сети Крымской АССР» от 26 января 1935 года был создан Колайский район (указом Президиума Верховного Совета РСФСР от 14 декабря 1944 года переименованный в Азовский) и село включили в его состав. На километровой карте Генштаба Красной армии 1941 года село подписано, как Аранада, без упоминания названия Тобень.
В 1944 году, после освобождения Крыма от фашистов, 12 августа 1944 года было принято постановление № ГОКО-6372с «О переселении колхозников в районы Крыма» и в сентябре 1944 года в Азовский район Крыма приехали первые новоселы (162 семьи) из Житомирской области, а в начале 1950-х годов последовала вторая волна переселенцев из различных областей Украины. С 25 июня 1946 года Тобень в составе Крымской области РСФСР. Указом Президиума Верховного Совета РСФСР от 18 мая 1948 года, село Тобень (оно же Аранада) было переименовано в Аллейное. 26 апреля 1954 года Крымская область была передана из состава РСФСР в состав УССР. Ликвидировано до 1960 года, поскольку в «Справочнике административно-территориального деления Крымской области на 15 июня 1960 года» селение уже не значилось (согласно справочнику «Крымская область. Административно-территориальное деление на 1 января 1968 года» — в период с 1954 по 1968 год (согласно справочнику, реально — после 1965 года), как село Ковровского сельсовета).